# Floweree
Floweree é uma comunidade não incorporada situada no condado de Chouteau, no estado estadunidense do Montana. Floweree fica situada a 29 quilómetros este-sudoeste da cidade de Fort Benton, a sede do condado.
O nome da comunidade deve-se a Daniel Floweree, um rancheiro originário do Texas que se fixou num rancho desta localidade nos finais da década de 1880. Floweree teve uma estação de correios entre 1910 e 2004 e ainda tem o seu próprio código zip, 59440.